# Фурна (дем Карпениси)
Фурн̀а (на гръцки: Φουρνά) е село в Република Гърция, област Централна Гърция, дем Карпениси. Селото има население от 757 души. До 2011 година Фурна е център на самостоятелен дем в ном Евритания. Фурна спада към областта Аграфа.
Северно от Фурна е планината Вулгара, а южно - Велухи.

## Личности
Родени във Фурна
- Дионисий Фурноаграфиот (1670 – 1744), зограф
- Хараламбос Папагакис, гръцки офицер и революционер